# Окака, Стефано
Стефано Окака Чука (итал. Stefano Okaka Chuka, итальянское произношение: [ˈsteːfano oˈkaːka]; род. 9 августа 1989, Кастильоне-дель-Лаго) — итальянский футболист, нападающий. Выступал в сборной Италии.

## Карьера

### Ранние годы
Окака начинал играть в футбол в команде его родного города Кастильоне-дель-Лаго. Оттуда он перешёл сначала в пармскую молодёжную команду, а затем в «Читтаделлу». В возрасте 16 лет Окака обратил на себя внимание селекционеров «Милана» и «Ромы». Сначала его талант заметил Збигнев Бонек и рекомендовал молодого футболиста своему бывшему одноклубнику Бруно Конти, который и устроил Стефано в «Рому» в 2004 году.
Вместе с молодёжным составом «Ромы» Окака в 2005 году выиграл чемпионат Италии, внеся в эту победу весомый вклад забитыми голами на всех этапах финального турнира плей-офф. Также Окака хорошо проявил себя в матчах Турнира Вияреджо.

### Клубная карьера
5 января 2011 года перешёл в клуб «Бари» на правах аренды. 6 января 2011 года Окака Чука дебютировал за барезцев в гостевом матче против «Лечче» и на 78-й минуте забил победный гол.
22 января 2012 года перешёл в клуб «Парма» на правах полугодовой аренды.
20 августа 2012 года «Рома» оформила сделку по продаже всех прав на игрока «Парме», после чего Окака Чука был отдан в годичную аренду в «Специю».
28 июля 2015 год за 3 млн евро перешёл из «Сампдории» в «Андерлехт». Контракт подписан на 4 года. 8 января 2019 года на правах аренды перешёл в «Удинезе». 19 января забил свой первый гол в матче против «Пармы».
8 сентября 2021 года за 1,5 млн евро перешел из «Удинезе» в «Истанбул Башакшехир».

### Выступления за сборную
В сборную Италии среди игроков до 19 лет Окака впервые вызывался ещё в 2006 году, но на поле тогда не выходил. Лишь в 2008 году он пробился в основной состав юношеской сборной, в её составе принял участие в четырёх матчах чемпионата Европы 2008 году, на котором итальянская команда дошла до финала, где уступила сборной Германии.
Сыграв два матч за сборную до 20 лет, Окака в 2009 году оказался в молодёжной сборной Италии. В отборочном турнире к чемпионату Европы 2011 года он сыграл за команду шесть матчей, в том числе принимал участие в стыковых матчах со сборной Беларуси. Забитый Окакой в первом матче гол не помог итальянской команде пройти на турнир.
Весной 2014 года Федерация футбола Нигерии приглашала Окаку выступать за сборную Нигерии на чемпионате мира. Футболист после недолгих раздумий ответил отказом, заявив, что готов играть только за команду Италии. Осенью 2014 года тренер национальной сборной Италии Антонио Конте вызвал Окаку на товарищеский матч с командой Албании. Стефано вышел на поле во втором тайме и вскоре забил единственный гол в матче. В течение 2015 и 2016 годов Конте ещё несколько раз вызывал Окаку в сборную на товарищеские матчи, но в заявку на чемпионат Европы 2016 года его не включил.

## Семья
Родители Стефано, Остин и Дорис, переехали в Италию из Нигерии в 1980 году. У Стефано есть сестра-близнец Стефания, которая также является профессиональной спортсменкой. Стефания играет в волейбол, выступает за сборную Италии, в 2006 году стала чемпионкой Европы среди юниоров. Старший брат Карло является менеджером и агентом Стефано и Стефании.